# Juego dual comparable
En teoría de juegos cooperativos, un juego dual comparable (en inglés, dual comparable game) es un juego simple que es propio o fuerte, es decir, que el complemento de cada una de sus coaliciones ganadoras es una coalición perdedora, o viceversa.
Su nombre proviene de 1961 en el contexto de la lógica umbral (en inglés, threshold logic), y es posterior al estudio de los juegos decisivos, que corresponden a los juegos que son al mismo tiempo propios y fuertes, y que por lo tanto, son una clase particular de los juegos duales comparables.
Estos juegos son una clase de juegos simples muy importante, tal y como describen los investigadores A.D. Taylor y S. Zwicker en un importante libro del área:

«Some authors who view simple games as models of voting systems have little interest in simple games that are not proper (...) A less vigorous argument is sometimes raised against games that are not strong»
A.D. Taylor y S. Zwicker

Que en español significa: «Algunos autores que ven a los juegos simples como modelos de sistemas de votación sienten poco interés por juegos simples que no son propios (...) Un argumento menos vigoroso es a veces utilizado en contra de los juegos que no son fuertes».

## Definición formal
Formalmente, dado un juego simple (N,W), donde N es un conjunto finito de jugadores, W el conjunto de sus coaliciones ganadoras, y L = ℘(N)/W el conjunto de sus coaliciones perdedoras (donde ℘ es el conjunto potencia, por lo tanto en este contexto, una coalición es perdedora si no es ganadora), entonces este juego es dual comparable si se cumple que para toda coalición ganadora X perteneciente a W, su complemento Xc pertenece a L, o bien para toda coalición perdedora Y perteneciente a L, su complemento Yc pertenece a W.